# Guido Lambrecht
Guido Lambrecht (* 1968 in Dessau) ist ein deutscher Theater- und Filmschauspieler.

## Leben
Guido Lambrecht ist der Sohn der Schriftstellerin Christine Lambrecht.
Lambrecht absolvierte von 1988 bis 1992 ein Schauspielstudium an der Theaterhochschule Leipzig. Von 1991 bis 1996 war er festes Ensemblemitglied am Schauspiel Leipzig und von 2001 bis 2005 am Deutschen Schauspielhaus in Hamburg. Gastengagements hatte er u. a. am Theater Bremen, am Schauspielhaus Düsseldorf, am Theater Basel, am Staatstheater Kassel, am Maxim-Gorki-Theater in Berlin, am Bayerischen Staatsschauspiel München, an der Volksbühne am Rosa-Luxemburg-Platz in Berlin und am Centraltheater Leipzig. Von 2008 bis 2013 war er erneut festes Ensemblemitglied am Schauspiel Leipzig. Von 2013 bis 2018 war er Ensemblemitglied am Schauspiel Köln. Seit 2018 gehört Lambrecht fest zum Ensemble des Hans Otto Theaters in Potsdam.
Er hat als Schauspieler vor der Kamera seit 1991 in bisher über 30 Film-und-Fernsehproduktionen mitgewirkt.
Lambrecht ist der Vater der Schauspielerin und Sängerin Edith Stehfest.
Lambrecht wohnt in Berlin. Neben seiner Muttersprache Deutsch spricht er auch Englisch und Spanisch.

## Auszeichnungen
Lambrecht erhielt den Solo-Darstellerpreis beim Schauspielschultreffen 1991 in Hamburg. Mehrfach wurde er zum Schauspieler des Jahres nominiert, zuletzt im Jahr 2010. Er wurde mit dem Leipziger Theaterpreis 2010 ausgezeichnet. Zudem erhielt er im Jahr 2024 den Potsdamer Theaterpreis und den Publikumspreis „Mephisto“.

## Theaterrollen (Auswahl)
- Jorgos in Katzelmacher von Rainer Werner Fassbinder, Schauspielhaus Leipzig, Regie: G. Kayser (1991, erstes Engagement)
- Zucco in Roberto Zucco von Bernard-Marie Koltès, Schauspielhaus Leipzig, Regie: Pierre Walter Politz
- Claire in Die Zofen von Jean Genet, Schauspielhaus Leipzig, Regie: Pierre Walter Politz
- Oswald in Gespenster von Henrik Ibsen, Volksbühne Berlin, Regie: Sebastian Hartmann (2000)
- Heinz in Phoenix, Schauspielhaus Hamburg, Regie: Studio Braun
- H. Wagner in Tod eines Handlungsreisenden von Arthur Miller, Bayrisches Staatsschauspiel, Regie: Tina Lanik
- Eisenring in Biedermann und die Brandstifter von Max Frisch, Deutsches Schauspielhaus Hamburg, Regie: Sebastian Hartmann (2002)
- Mann in Publikumsbeschimpfung von Peter Handke, Deutsches Schauspielhaus Hamburg, Regie: Sebastian Hartmann (2004)
- Cassio in Othello von Shakespeare, Deutsches Schauspielhaus Hamburg, Regie: Stefan Pucher (2004)
- Ernst in Mutter Küsters Fahrt zum Himmel von Rainer Werner Fassbinder, Maxim Gorki Theater Berlin, Regie: Heiko Senst
- Richard in III, Theater unterm Dach, Berlin, Regie: Anne Lambrecht 2007
- Hamlet in Schock-Strategie-Hamlet von Shakespeare, Schauspiel Leipzig, Regie: Jorinde Dröse
- Jamie in Eines langen Tages Reise in die Nacht von E. O’Neill, Centraltheater Leipzig, Regie: Sebastian Hartmann (2009)
- Joseph K. in Der Process von F. Kafka, Centraltheater Leipzig, Regie: Sebastian Hartmann
- Christian in Das Fest, Centraltheater Leipzig, Regie: Martina Eitner-Acheampong
- Wolf in Die Abschaffung der Arten, Centraltheater Leipzig, Regie: Martin Laberenz
- Hans Castorp in Der Zauberberg, Centraltheater Leipzig, Regie: Sebastian Hartmann
- Kassierer in von morgens bis mitternachts, Centraltheater Leipzig, Regie: Christiane Pohle
- Pierre in Krieg und Frieden, Ruhrfestspiele Recklinghausen, Regie: Sebastian Hartmann
- Der Vater in Habe die Ehre, Schauspiel Köln, Regie: Stefan Bachmann
- Erzähler in Dogville, Schauspiel Köln, Regie: Bastian Kraft
- Dante in Göttliche Komödie, Schauspiel Köln, Regie: Sebastian Baumgarten
- Paul/Alf in Groß und klein, Schauspiel Köln, Regie: Lilja Rupprecht
- Lebedew in Iwanow, Schauspiel Köln, Regie: Robert Borgmann
- Mary Page Marlowe, Schauspiel Köln, Regie: Lilja Rupprecht
- Die Weber, Schauspiel Köln, Regie: Armin Petras
- Das achte Leben, HOT  Potsdam, Regie: Konstanze Lauterbach
- Die Stützen der Gesellschaft , HOT Potsdam, Regie: Sascha Havemann
- Die schmutzigen Hände,  HOT Potsdam, Regie: Christoph Mehler
- Caligula, Deutsches Theater Berlin, Regie: Lilja Rupprecht

## Filmografie
- 1991: Alter Schwede
- 1995: Lessings Nathan (Theateraufzeichnung)
- 1997: Für alle Fälle Stefanie (Fernsehserie, Folge: Lebenslänglich)
- 1998: Angel Express
- 1999: Klinikum Berlin Mitte – Leben in Bereitschaft (Fernsehserie, 1 Folge)
- 2005: Othello (Theateraufzeichnung)
- 2005: Tatort – Atemnot (Fernsehreihe)
- 2006: Da kommt Kalle (Fernsehserie, Folge: Schwein gehabt)
- 2007: Einsatz in Hamburg – Mord nach Mitternacht (Fernsehreihe)
- 2009: Polizeiruf 110 – Fehlschuss (Fernsehreihe)
- 2010: Goethe!
- 2011–2014: SOKO Leipzig (Fernsehserie, 2 Folgen, verschiedene Rollen)
- 2011: Ein Fall von Liebe – Saubermänner (Fernsehreihe)
- 2012: Wir waren Könige
- 2012–2016: SOKO Wismar (Fernsehserie, 2 Folgen, verschiedene Rollen)
- 2013–2025: In aller Freundschaft (Fernsehserie, 3 Folgen, verschiedene Rollen)
- 2016: Letzte Ausfahrt Gera – Acht Stunden mit Beate Zschäpe
- 2016: Helen Dorn – Die falsche Zeugin (Fernsehreihe)
- 2016: Notruf Hafenkante (Fernsehserie, Folge: Enkeltrick)
- 2017: 1000 Arten Regen zu beschreiben
- 2017: Alarm für Cobra 11 – Die Autobahnpolizei (Fernsehserie, Folge: Geister der Vergangenheit)
- 2017: Armans Geheimnis (Fernsehserie, 2 Folgen)
- 2017: Ein Kind wird gesucht
- 2017: Heldt (Fernsehserie, Folge: Vom Umtausch ausgeschlossen)
- 2018: Gladbeck (Fernseh-Zweiteiler)
- 2018: Mackie Messer – Brechts Dreigroschenfilm
- 2018: Friesland – Schmutzige Deals (Fernsehreihe)
- 2018: Rentnercops (Fernsehserie, 1 Folge)
- 2018: Lucie. Läuft doch!
- 2018: Phönixsee II
- 2018: If I had a Hammer (Kurzfilm)
- 2020: Wolfsland: Das Kind vom Finstertor (Fernsehreihe)
- 2021: Ku’damm 63 (Fernsehserie)
- 2021: SOKO Potsdam (Fernsehserie, Folge: Die Kandidatin)
- 2021: Die Heiland – Wir sind Anwalt: (Fernsehserie, Folge: Rebellenkind)
- 2022: Der Kaiser